# Уриас, Хулио (легкоатлет)
Хулио Сесар Уриас Меда (исп. Julio César Urías Meda; род. 11 января 1972) — гватемальский легкоатлет, специалист по спортивной ходьбе. Выступал на профессиональном уровне в 1990—2002 годах, обладатель бронзовой медали Панамериканских игр, бронзовый призёр Центральноамериканских и Карибских игр, двукратный чемпион Центральноамериканских игр, участник летних Олимпийских игр в Атланте.

## Биография
Хулио Уриас родился 11 января 1972 года.
Впервые заявил о себе в лёгкой атлетике на международном уровне в сезоне 1990 года, когда вошёл в состав гватемальской сборной и выступил на Панамериканском кубке по спортивной ходьбе в Халапе, где в дисциплине 20 км занял 12-е место.
В 1991 году на Кубке мира в Сан-Хосе показал 51-й результат в ходьбе на 20 км.
В 1992 году на домашнем Панамериканском кубке в Гватемале финишировал седьмым и четвёртым на дистанциях 20 и 50 км соответственно.
В 1993 году 50-километровой ходьбе занял 46-е место на Кубке мира в Монтеррее, выиграл бронзовую медаль на Центральноамериканских и Карибских играх в Понсе, тогда как на чемпионате мира в Штутгарте сошёл с дистанции.
В 1994 году превзошёл всех соперников на Центральноамериканских играх в Сан-Сальвадоре, стал седьмым на Панамериканском кубке в Атланте.
В 1995 году среди прочего завоевал бронзовую награду на Панамериканских играх в Мар-дель-Плате, установив при этом свой личный рекорд на дистанции 50 км — 3:49:37.
Благодаря череде успешных выступлений в 1996 году удостоился права защищать честь страны на летних Олимпийских играх в Атланте — в программе ходьбы на 50 км показал время 3:56:27, расположившись в итоговом протоколе соревнований на 17-й строке. Позднее в этом сезоне стартовал на Панамериканских играх в Манаусе.
В 1997 году в дисциплине 50 км занял 34-е место на Кубке мира в Подебрадах, 23-е место на чемпионате мира в Афинах, в дисциплине 35 км одержал победу на Центральноамериканских играх в Сан-Педро-Сула.
На Панамериканском кубке 1998 года в Майами сошёл с 50-километровой дистанции.
В 2000 году на Панамериканском кубке в Поса-Рике финишировал седьмым в ходьбе на 20 км.
В 2001 году был пятым на домашнем чемпионате Центральной Америки и Карибского бассейна в Гватемале.
В 2002 году на Кубке мира в Турине с личным рекордом 1:31:42 занял 47-е место в ходьбе на 20 км.